# Bresaola della Valtellina
La bresaola della Valtellina est une charcuterie  de la région Lombardie en Italie, bénéficiant de l'indication géographique protégée (IGP). Elle est fabriquée à partir de viande de bœuf, salée et assaisonnée, et consommée crue.

## Histoire
Il est assez difficile de déterminer avec précision l’origine du nom de cette viande. Il pourrait résulter de l'expression « sala come brisa », le sel étant utilisé autrefois pour la conservation et au fait que dans la Valchiavenna (vallée près de Valtellina) « brisa » désignait une glande de bœuf fortement salée. Mais, certains proposent comme origine de ce nom le terme « brasa » (qui signifie « braise » en dialecte) en raison du séchage du produit qui a eu lieu dans des pièces chauffées par des braseros au charbon de bois de sapin et des baies de genévrier, du thym et des feuilles de laurier. De « brisaola » le nom s’est transformé au fil des ans en « bresaola ».
Le premier témoignage littéraire se rapportant à la production de la bresaola date du XVe siècle, mais l’origine de cette charcuterie est certainement antérieure. La production est restée limitée au cadre familial jusqu'au début du XIXe siècle. Au XIXe siècle, la fabrication artisanale de charcuterie devient particulièrement florissante et le produit franchit les frontières pour être exporté vers la Suisse voisine. Le secteur agro-alimentaire est traditionnellement très fort dans la Valtellina, dont les excellentes spécialités gastronomiques sont vendues dans toute l'Italie et la Suisse voisine.

## Production
Le cahier des charges a été reconnu par les autorités italiennes avec le décret du 23 décembre 1998 du Ministère de l'Agriculture, de l'Alimentation et des Forêts. Le terme « indication géographique protégée» identifie un produit pour lequel au moins l’une des étapes de la production, de la transformation ou de la préparation se déroule dans une zone géographique définie et est caractérisée par un savoir-faire reconnu. La Bresaola della Valtellina est élaborée dans la zone de production traditionnelle qui couvre l’ensemble du territoire de la province de Sondrio, mais la viande utilisée peut provenir de bovins élevés et abattus dans d’autres régions, et surtout importés (principalement du Brésil et d'Argentine). L’économie de la province de Sondrio est fortement tributaire de cette importation. En fait, la sous-espèce bovine zébu élevée sur le nouveau continent est particulièrement adaptée pour une production de ce type. La principale alternative à la viande extra-communautaire est la viande bovine provenant d’Irlande.

## Préparation
La matière première est soumise à un salage, effectué dans des cuves en acier où la viande est saupoudrée de sel (dans des quantités allant de 2,5 à 3,5 kg par quintal, selon la saison), de poivre et d’herbes. On peut y ajouter du vin, des épices, des sucres (dans le but de favoriser les phénomènes microbiens en grande partie responsables du vieillissement du produit), des nitrites, des nitrates de sodium et de potassium, d’acide ascorbique et d’ascorbate de sodium. Ce mélange de salage change souvent de fabricant à fabricant et sa recette se transmet comme un trésor. La durée de la salaison est de 10 à 20 jours en fonction de la saison, de la taille des morceaux et de l’altitude du lieu de travail. Tous les quatre jours, les morceaux sont transférés dans de nouveaux récipients après retrait de la saumure en excès par une opération de massage, ce qui permet une imprégnation plus rapide et uniforme du sel dans le produit. À ce stade, la viande perd une partie de l’eau libre présente dans le tissu musculaire. On passe ensuite au lavage de la bresaola, qui est ensuite emboyautée (boyaux naturels ou artificiels) et envoyée à l’étape suivante, le séchage dans des chambres spéciales.
Le séchage doit permettre une déshydratation rapide du produit dans les premiers jours de traitement. Il est réalisé à une température comprise entre 20 et 30 °C dans des conditions d'humidité entre à 35-65 %.
Après la phase de séchage, la maturation s’effectue à une température comprise entre 12 et 18 °C, dans des conditions d’humidité entre 70-90 % durant une période variant entre 2 et 4 mois.
Les locaux de maturation, ainsi que ceux de séchage, doivent être équipés de systèmes de maintien et de détection de la température et de l'humidité et doivent permettre un renouvellement optimal de l’air.
Ce processus de maturation entraîne une baisse considérable du poids et par conséquent une augmentation des saveurs par la concentration des arômes et du sel, qui rend possible la conservation de la bresaola pour des périodes assez longues tout en maintenant inchangées toutes ses caractéristiques organoleptiques, de douceur et de digestibilité.
La bresaola est une des charcuteries ayant la plus faible teneur en matières grasses.

## Produits similaires
- Viande des Grisons - Suisse
- Viande séchée du Valais - Suisse
- Brési - France (Doubs)
- Carne de sol - Brésil
- Cecina - Espagne (León)
- Charqui - Amérique du Sud
- Coppa - Italie, Corse
- Kaddid Tunisie
- Chipped beef - États-Unis
- Dendeng - Indonésie
- Khlii - Maroc
- Nagelhout - Pays-Bas
- Pastırma - Turquie, anciens pays ottomans
- Pemmican - Amérique du Nord
- Secca d'Entrevaux - France (Provence)
- Suho meso - Bosnie
- Suschenaja govjadina - Russie méridionale
- Tasajo - Amérique du Sud

### Source
- (it) Cet article est partiellement ou en totalité issu de l’article de Wikipédia en italien intitulé « Bresaola della Valtellina » (voir la liste des auteurs).